# Centralnaja Usad´ba
Centralnaja Usad´ba (ros. Центральная Усадьба) – wieś (ros. деревня, trb. dieriewnia) w zachodniej Rosji, w osiedlu wiejskim Titowszczinskoje rejonu diemidowskiego w obwodzie smoleńskim.

## Geografia
Miejscowość położona jest na północno-wschodnim brzegu jeziora Akatowskoje, przy drodze regionalnej 66N-0505 (Diemidow – Chołm), 23 km od centrum administracyjnego osiedla wiejskiego (Titowszczina), 22,5 km od centrum administracyjnego rejonu (Diemidow), 46 km od stolicy obwodu (Smoleńsk), 51,5 km od granicy z Białorusią.
W granicach miejscowości znajdują się ulice: Akatowskaja, Centralnaja, Dorożnaja, Dubowaja, N. D. Kisielewa, Szkolnaja.

## Demografia
W 2010 r. miejscowość zamieszkiwało 111 osób.

## Historia
W czasie II wojny światowej od lipca 1941 roku dieriewnia była okupowana przez hitlerowców. Wyzwolenie nastąpiło we wrześniu 1943 roku.
Na mocy uchwały z dnia 28 maja 2015 roku wszystkie miejscowości (w tym Centralnaja Usadźba) zlikwidowanej jednostki administracyjnej Pieriesudowskoje weszły w skład osiedla wiejskiego Titowszczinskoje.